# Lill-Skärvingen
Lill-Skärvingen är en sjö i Ånge kommun i Medelpad och ingår i Ljungans huvudavrinningsområde. Sjön har en area på 0,102 kvadratkilometer och ligger 237,3 meter över havet.

## Delavrinningsområde
Lill-Skärvingen ingår i det delavrinningsområde (693802-152370) som SMHI kallar för Utloppet av Skärvingen. Medelhöjden är 283 meter över havet och ytan är 7,93 kvadratkilometer. Det finns ett avrinningsområde uppströms, och räknas det in blir den ackumulerade arean 20,13 kvadratkilometer. Kilbäcken som avvattnar avrinningsområdet har biflödesordning 4, vilket innebär att vattnet flödar genom totalt 4 vattendrag innan det når havet efter 88 kilometer. Avrinningsområdet består mestadels av skog (88 procent). Avrinningsområdet har 0,49 kvadratkilometer vattenytor vilket ger det en sjöprocent på 6,2 procent.